# Piskarevisan
Piskarevisan var en nidvisa som sjöngs allmänt i Sillerud och på kringliggande marknadsplatser vid tiden för Piskarprocessen, 1882-83. I rättegångshandlingarna namnges: Jemnemon, Torgilsbyn, Årjeng och Låbby moar. 
Piskarevisan fanns i två versioner, den ena kallades Anders Janssons visan (av Anders Jansson i Eskedalen) och den andra Anders Danielssons följetång (av Anders Danielsson i Vibäck, Harnäs). 
På grund av visans ärekränkande text blev de senare förbjudna av häradsrätten i Nordmark, Årjäng. 